# Jordan Saski
Blaženi Jordan Saski (lat. Iordanus de Saxonia), poznat i kao Jordan Njemački (Jordanis de Alamania; Borgberge, 1190. – Levant, 1237.) bio je njemački katolički svećenik, suradnik sv. Dominika i drugi upravitelj Reda propovjednika te profesor na Sveučilištu u Parizu. Bio je doktorski mentor Alberta Velikog. Blaženik je Katoličke Crkve, a spomendan mu je 13. veljače.

## Djela
(nepotpun popis)
- Saski, Jordan. Počeci Reda propovjednika, Zagreb: Dominikanska naklada Istina, 2000.

## Vanjske poveznice
|  | Zajednički poslužitelj ima još gradiva o temi Jordan Saski     |
|  | Wikizvor ima izvorni tekst Molitva Jordana Saskog sv. Dominiku |
|  | Wikizvor ima izvorna djela autora: Jordan Saski                |